# Johan Svendsen
Johan Severin Svendsen (30 de setembre de 1840 - 14 de juny de 1911) va ser un compositor, director d'orquestra i violinista noruec. Nascut a Cristiania (ara Oslo), Noruega, va viure la major part de la seva vida a Copenhaguen, Dinamarca. Juntament amb Grieg, és un dels màxims representants de l'escola nacionalista noruega.
La producció de Svendsen inclou dues simfonies, un concert per a violí, un concert per a violoncel i la Romança per a violí, així com una sèrie de Rapsòdies noruegues per a orquestra. En un moment Svendsen va ser un amic íntim del compositor alemany Richard Wagner i del compositor islandès Sveinbjörn Sveinbjörnsson.

## Biografia
El pare de Svendsen era professor de música i dirigia una banda militar. Fou qui li va impartir les ensenyances de violí i clarinet. Als nou anys, ja formava part d'orquestra tocant el violí, i va començar a escriure música als onze anys. Als quinze anys es va allistar a la banda militar de la fortalesa d'Akershus, tocant el clarinet, la flauta, el trombó i la percussió entre altres instruments. Quan va acabar l'escola, treballava com a músic d'orquestra, i de tant en tant feia petites gires de concerts com a violinista. A Lübeck, en una de les seves gires, va cridar l'atenció d'un adinerat comerciant que li va permetre estudiar entre 1863 i 1867 al Conservatori de Leipzig. Va començar els estudis amb Ferdinand David, però els problemes amb la mà el van obligar a passar a la composició, que va estudiar amb Carl Reinecke. Va completar els seus estudis a Leipzig el 1867, rebent el primer premi de composició. Durant aquest període, Svendsen va tenir un fill fora del matrimoni, Johann Richard Rudolph (1867–1933).
A poc a poc la seva atenció es va dirigir a la direcció. Després de passar un temps a París (1868–70) i Leipzig (1870–72), va tornar a Cristiania. Un dels seus estudiants a Cristiania va ser la pianista Bertha Tapper. L'estiu de 1871, va anar a la ciutat de Nova York per casar-se amb Sarah (Sally, després es va canviar a Bergljot) Levett Schmidt, a qui havia conegut a París. Va ser director dels Concerts de la Societat Musical a Cristiania (1872–77), després va passar tres anys a Alemanya, Itàlia, Anglaterra i França. Va tornar per ensenyar i dirigir a Cristiania (1880–1883). El 1883, va ser nomenat director principal de l'Orquestra del Teatre Reial de Copenhaguen, on va viure fins a la seva mort.

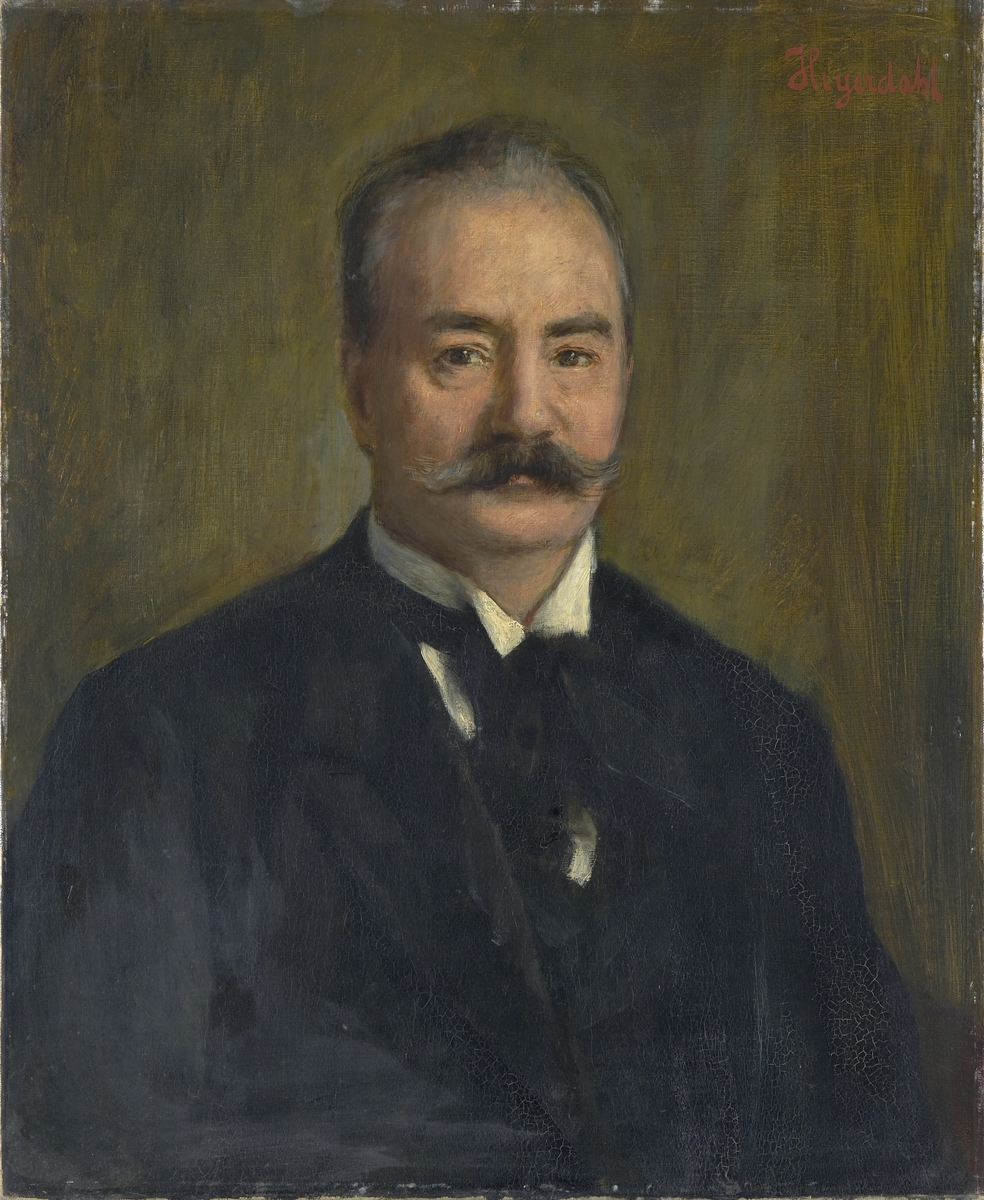
Johan Svendsen, c.1890; retrat de Hans Heyerdahl.

El 1884, ell i la seva dona es van separar, i ella es va traslladar a París. La seva relació havia estat caòtica durant diversos anys. Una anècdota famosa diria que l'any 1883, en un atac d'ira, havia llençat al foc l'únic exemplar de la seva Simfonia núm. 3. Aquest incident va ser utilitzat per Henrik Ibsen a Hedda Gabler. Si alguna cosa va quedar atrapada pel foc, és bastant poc probable que es tractés d'una simfonia completa. No obstant això, alguns esbossos, probablement per a una simfonia, van ser trobats pel director Bjarte Engeset el 2007. Van ser elaborats i orquestrats per Bjørn Morten Christophersen i estrenats per l'⁣Orquestra Filharmònica de Bergen i Engeset el 2011.
Després de divorciar-se de Sarah el 10 de desembre de 1901, es va casar el 23 de desembre del mateix any amb Juliette Haase, amb qui feia temps que convivia. Van tenir tres fills. El fill més jove d'aquesta unió va ser el reconegut actor danès Eyvind Johan-Svendsen (1896–1946).

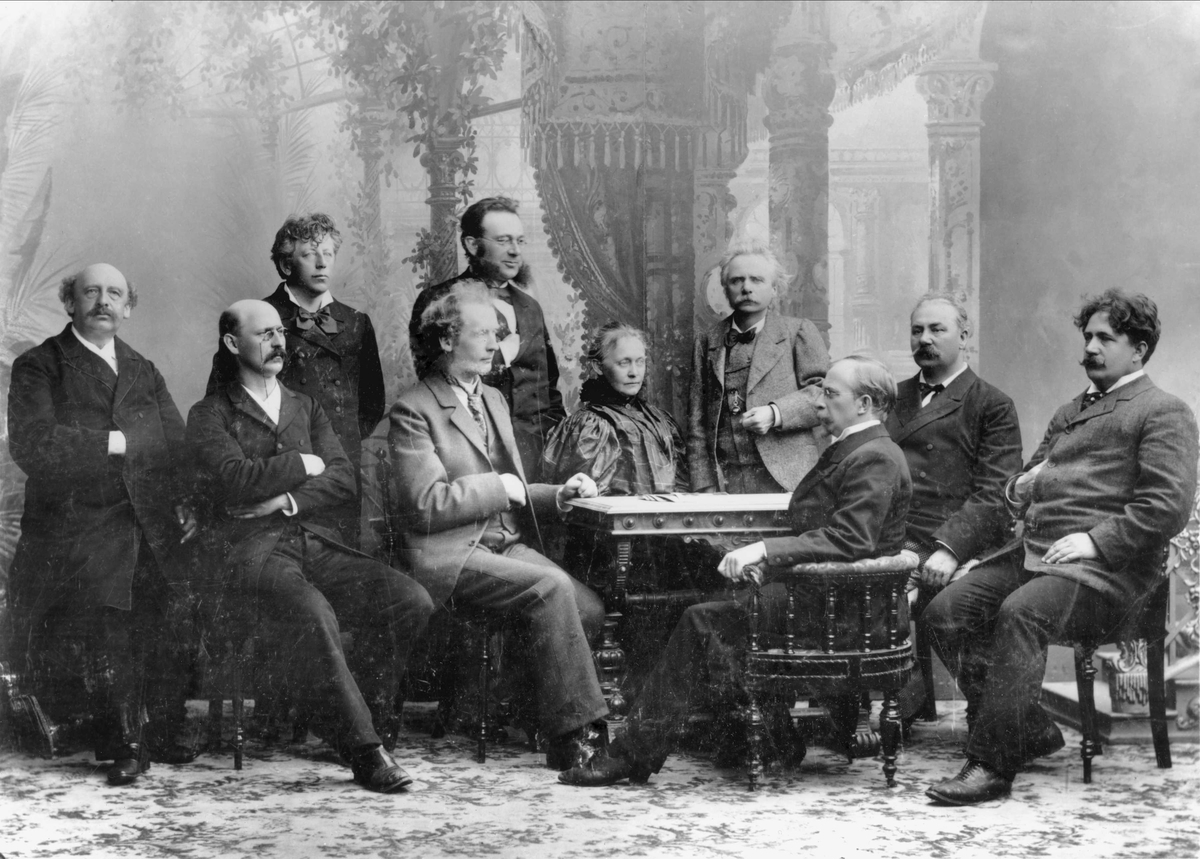
1898 Festival de música a Bergen per Agnes Nyblin. D'esquerra a dreta: Christian Cappelen, Catharinus Elling, Ole Olsen, Gerhard Rosenkrone Schelderup, Iver Holter, Agathe Backer Grøndahl, Edvard Grieg, Christian Sinding, Svendsen i Johan Halvorsen

En marcat contrast amb el seu amic íntim i contemporani més famós, Edvard Grieg, Svendsen era famós per la seva habilitat d'orquestració més que pel seu valor harmònic. Mentre que Grieg va compondre principalment per a instrumentació petita, Svendsen va compondre principalment per a orquestres i grans conjunts. La seva obra més famosa és el seu Romança per a violí i orquestra, op. 26. Va ser molt popular a Dinamarca i Noruega durant la seva vida, tant com a compositor com a director d'orquestra, guanyant molts premis i honors nacionals. Tanmateix, aquesta popularitat no es va traduir en acceptació en el repertori internacional de la música clàssica. Va morir a Copenhaguen, als 70 anys.
La primera obra publicada de Svendsen, el Quartet de corda en la menor, op. 1, va aconseguir un gran èxit popular. Va seguir ràpidament amb l'octet de corda, op. 3 i Quintet de corda, op. 5, tots dos van augmentar la seva fama inicial. Tota la música de cambra de Svendsen va ser escrita mentre estava al Conservatori de Leipzig, però aquestes obres no es consideren obres d'estudiants. Per consens general, Svendsen era considerat com un dels estudiants més talentosos del Conservatori. Les seves obres van guanyar premis i van rebre espectacles públics amb molts èxits.